# Thee Flanders

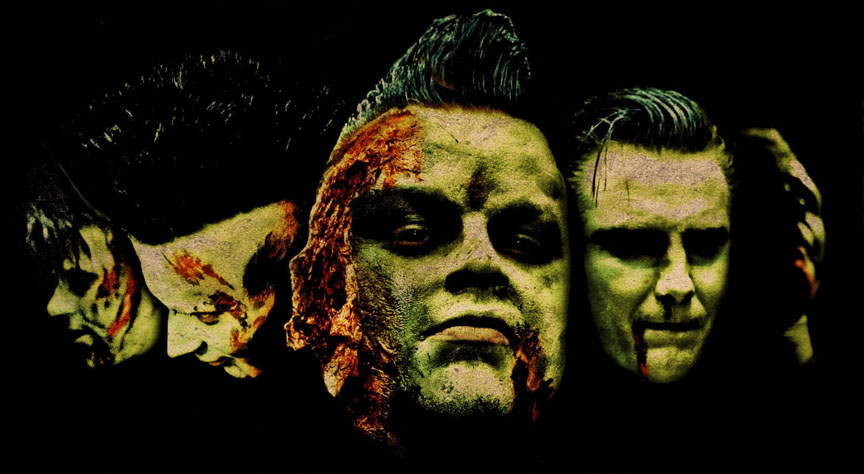

Die deutsche Psychobilly-Band Thee Flanders wurde 1997 in Potsdam unter dem Namen Ted Flanders and the Hot Wings gegründet. Seit 2001 sind sie als Thee Flanders bekannt. Sie spielten häufig auf Psychobilly & Punkfestivals in Europa wie u. a. Endless Summer, Force Attack, Haltestelle Woodstock und Wave and Gothiktreffen. Sie sind typischer Vertreter der Psychobilly-Szene, die sehr eng mit der Horrorpunk-Szene verbunden ist.

## Diskografie

### Alben
- 2003: Punkabilly from Hell!
- 2004: Monster Party!
- 2005: Back from Hell
- 2007: Graverobbing
- 2008: Best Of
- 2008: Deadly Secrets
- 2009: The Spirit of 666
- 2010: Clash of the Monsters (Split-Album mit Bloodsucking Zombies from Outer Space)
- 2012: Denn sie wissen nicht was sie tun! (als Ted Flanders & The Hot Wings)
- 2015: Graverobbing 2
- 2016: Graverobbing (Hymns From The Crypt)
- 2016: Enjoy the Silence
- 2017: The Electro Remixes
- 2019: Diggin' Deeper (Graverobbing 2½)
- 2020: Neverending Story

### Singles und EPs
- 2006: Erna P. (EP)
- 2012: 15 Years Anniversary! (EP)
- 2015: Nie Wieder (EP)
- 2016: You Spin Me Round (Like A Record) (feat. Bela B.)
- 2019: Nightmares / Medley (feat. Marcus Meyn)